# Выборы в Сенат Чехии (1996)
Первые выборы в Сенат Чехии проходили 15 — 16 ноября 1996 года (1 тур) и 22 — 23 ноября 1996 года (2 тур).
Согласно Конституции Чешской Республики, которая вступила в силу в 1993 году, в Чехии существует двухпалатный парламент. Однако первые выборы в Сенат прошли лишь через три года после образования Чешской республики. На этих выборах по мажоритарной избирательной системе в два тура было избрано все 81 сенатор из 81, однако согласно принятому закону, у одной трети сенаторов срок мандата составлял два года, у второй трети четыре года, у остальных же полноценные 6 лет. Это было сделано для соответствию Конституции, согласно которой каждые два года должна обновляться треть сенаторов.
На выборах победила Гражданская демократическая партия (ODS).

## Результаты выборов
| Партия | Партия                | Лидер               | Мандаты  |
| ------ | --------------------- | ------------------- | -------- |
|        | ODS                   | Вацлав Клаус        | 32 из 81 |
|        | ČSSD                  | Милош Земан         | 25 из 81 |
|        | KDU-ČSL               | Йозеф Люкс          | 13 из 81 |
|        | ODA                   | Павел Братинка      | 7 из 81  |
|        | KSČM                  | Мирослав Гребеничек | 2 из 81  |
|        | DEU                   | Ратибор Майзлик     | 1 из 81  |
|        | Независимые кандидаты |                     | 1 из 81  |